# HD 139664
HD 139664あるいはおおかみ座g星（おおかみざgせい、g Lupi、g Lup）は、おおかみ座の恒星である。年周視差に基づいて太陽からの距離を計算すると、約57光年である。ハッブル宇宙望遠鏡の観測によって、HD 139664の周りには、ほぼ真横から見た残骸円盤が存在することがわかっている。

## 特徴
| 太陽 | HD 139664 |
| ---- | --------- |
| 太陽 | Exoplanet |

HD 139664は、黄白色に輝く単独のF型主系列星（あるいは準巨星）で、スペクトル型はF5 IV-Vとされている。質量は太陽のおよそ1.4倍、半径は太陽のおよそ1.3倍、光球面の有効温度は6,653 K程度で、光度は太陽の3.7倍程度と推定される。年齢の見積もりは、1億年から10億年を超えるものまで様々あるが、大体3億年程度と見込まれている。HD 139664は、ヘルクレス座・こと座アソシエーションの一員ではないかといわれるが、がか座β運動星団に属するという説もある。

### 残骸円盤
HD 139664は、赤外線天文衛星IRASの観測で、遠赤外線に超過がみられることから、星周塵が存在することがわかっていた。そして、ハッブル宇宙望遠鏡の掃天観測用高性能カメラACSによるコロナグラフ撮像で、可視光と近赤外線を散乱する残骸円盤の姿が捉えられた。円盤は、真横からみるエッジ・オンに近く、帯状にHD 139664を取り巻いている。円盤は、中心星から半径83 au辺りに分布する塵の密度が最も高く、その外は指数関数的に塵が減少し、中心星から半径109 auのところで急激に消滅している。内側は、半径60 au以内が塵のない空間と予測され、幅が20から30 auという幅の狭い塵の帯を形成し、太陽系のエッジワース・カイパーベルトと似たような円盤と考えられる。幅の狭い帯状の円盤となった原因としては、円盤の内側か外側に存在するかもしれない惑星との軌道共鳴により制限された、と考えるのが自然であるとされる。
| 名称 （恒星に近い順） | 質量      | 軌道長半径 （天文単位） | 公転周期 (日) | 軌道離心率 | 軌道傾斜角 | 半径 |
| --------------------- | --------- | ----------------------- | ------------- | ---------- | ---------- | ---- |
| 残骸円盤              | 60—109 au | 60—109 au               | 60—109 au     | 60—109 au  | ∼90°       | —    |

コロナグラフでは、遮光マスクにより円盤の内側がみえないが、スピッツァー宇宙望遠鏡が取得した赤外線スペクトルや、スペクトルエネルギー分布は、散乱光円盤が低温の塵からなり、もう一つやや高温の塵の成分が存在することを示唆する。低温の塵は、温度がおよそ50 Kで、質量が地球の0.3パーセント程度と推定される。高温の塵は、温度がおよそ80 Kで、中心星から15 au辺りに分布しており、質量は地球の0.04パーセント程度と予想される。